# 長井時盛
長井 時盛（ながい ときもり）は、江戸時代初期の武士。毛利氏家臣で長州藩士。父は長井元昭。

## 生涯
寛永21年（1644年）に長州藩士・長井元昭の子として生まれる。
慶安2年（1649年）6月1日に父・元昭が死去したためその後を継ぎ、毛利綱広と吉就の二代に仕えた。
元禄6年（1693年）1月30日に死去。享年50。嫡男の時房が後を継いだ。